# Johann Georg Neuburg (Politiker)
Johann Georg Neuburg (* 15. Oktober 1795 in Frankfurt am Main; † 17. Juli 1866 ebenda) war ein deutscher Politiker.
Neuburg war ein Sohn des Arztes Johann Georg Neuburg (1757–1830) und seiner Frau Marianne Margaretha Melber (1772–1797), einer Enkelin Johann Wolfgang Textors und Cousine Johann Wolfgang von Goethes.
Neuburg studierte Rechtswissenschaften und schloss das Studium mit der Promotion zum Dr. jur. ab. Er wurde Appellationsgerichtsrat im Appellationsgericht Frankfurt am Main. Er gehörte über Jahrzehnte zu den führenden Politikern der Freien Stadt Frankfurt. Ab 1832 war er Senator, 1843 war er Jüngerer Bürgermeister, 1844 würde er Schöff. Fünfmal hatte er das Amt des Älteren Bürgermeisters inne: 1852, 1854, 1856, 1858 und 1862. Sein Schwager war der Stadtbaumeister Johann Friedrich Christian Hess.
1866 nahm er sich kurz nach der Besetzung der Freien Stadt durch die preußische Armee am 17. Juli 1866 das Leben.